# 토고 요리

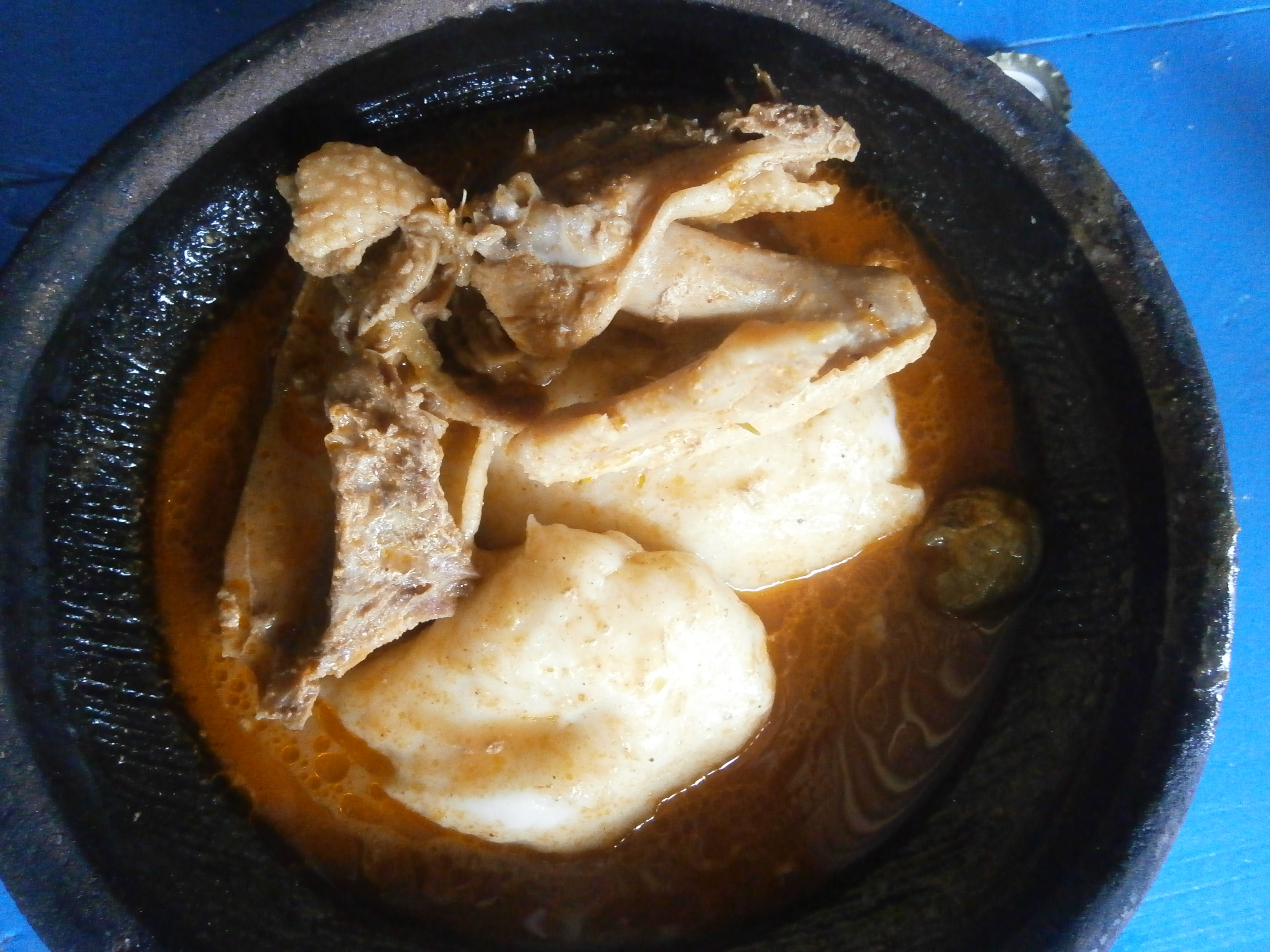
푸푸와 소스 아라시드

토고 요리(Togo 料理, 프랑스어: cuisine togolaise 퀴진 토골레즈[*])는 서아프리카에 있는 토고의 요리이다.

## 같이 보기
- 서아프리카 요리